# Serrasalminae
Serrasalminae (лат.) — подсемейство хищных рыб семейства пираньевых (Serrasalmidae), обитающие в реках и пресных водоёмах тропической части Южной Америки.

## Описание
Пираньи имеют высокое, сплюснутое с боков тело. Мощные челюсти несут острые, треугольные зубы, высота зубов до 5 миллиметров.
Острые зубы пираний делают их самыми кровожадными рыбами, живущими в пресной воде. Нападают стаями на рыбу, птиц и животных, вырывая зубами куски мяса из тела жертвы. Распространён каннибализм: пираньи нападают друг на друга. Они опасны и для человека; особенно опасны обыкновенная пиранья (Pygocentrus nattereri) длиной до 30 сантиметров и большая пиранья (Pygocentrus piraya) длиной до 60 сантиметров. Стая обыкновенных пираний за несколько минут может уничтожить крупное животное.

## Хозяйственное значение
Пираньи употребляются в пищу. Промыслового значения как правило не имеют. Пираньи иногда кусают, а иногда травмируют людей во время купания, но по-настоящему серьёзные нападения редки, и угроза для людей сильно преувеличена. Могут наносить ущерб коммерческому и спортивному рыболовству, потому что они крадут приманку, повреждают сети и калечат попавшихся в них рыб. Некоторые виды разводят в аквариумах, где они теряют свою агрессивность.

## Классификация
Подсемейство включает 4 или 5 современных родов:
- Catoprion
- Pristobrycon[англ.],
- Pygopristis
- Pygocentrus[англ.]
- Пираньи (Serrasalmus)

Некоторыми авторами рассматривается как триба семейства Characidae. Род Catoprion некоторые систематики относят с самостоятельному монотипическому подсемейству Catoprioninae. 

## Палеонтология
Представители подсемейства появились в миоцене.

## Этимология
На английском языке представителей этого подсемейства называют англ. piranha («пиранья»). Название происходит из языка тупи от pirá «рыба» и sainha «зуб».
В Венесуэле известны под названием «кариба» (исп. caribe).